# Foltești (gmina)
Foltești – gmina w Rumunii, w okręgu Gałacz. Obejmuje miejscowości Foltești i Stoicani. Znajduje się blisko granicy rumuńsko-mołdawskiej. W 2011 roku liczyła 3057 mieszkańców. 